# 7. mechanizovaná brigáda
7. mechanizovaná brigáda „Dukelská" je vojenská jednotka představující rozhodující palebnou a údernou sílu Pozemních sil Armády České republiky. Brigáda je předurčena k plnění úkolů prevence a reakce na krizové situace v rámci národního i aliančního uskupení. Jednotlivé prapory (tři mechanizované a jeden tankový) mohou řešit taktické úkoly samostatně nebo společně jako celek. 7. mechanizovaná brigáda staví kontingenty zejména v mírových misích vysoké intenzity. Její příslušníci mohou být nasazeni i k plnění úkolů integrovaného záchranného systému a posílení Policie České republiky. Mezi hlavní typy vojenské techniky ve výzbroji brigády patří tanky T-72M4 CZ, Leopard 2A4, bojová vozidla pěchoty BVP-2, 120mm minomety vz. 82, lehká obrněná vozidla Iveco LMV, velitelská obrněná vozidla VOV-1p, velitelsko-štábní a spojovací vozidla Titus, nákladní terénní automobily Tatra 810, Tatra 815 a 815-7.

## Historie
7. mechanizovaná brigáda je přímým pokračovatelem 3. samostatné pěší brigády v SSSR, která se účastnila karpatsko-dukelské operace a po konci války byla transformována na 3. pěší divizi a její velitelství bylo umístěno do Kroměříže. Divize se hlásila k odkazu předválečné 13. pěší divize. Po několika reorganizacích a přečíslování ve 40. a 50. letech došlo v roce 1958 k její reorganizaci na 3. motostřeleckou divizi, která byla počátkem 90. let reorganizována na 3. mechanizovanou divizi.   Transformací z 3. mechanizované divize v rámci přechodu Armády České republiky z divizního na brigádní uspořádání pak došlo 1. října 1994 ke vzniku 7. mechanizované brigády. Šlo o jednu ze sedmi nově vytvořených mechanizovaných brigád Armády České republiky.
Brigáda byla podřízena nově vzniklému 2. armádnímu sboru v Olomouci. V rámci prvotní organizace brigádu tvořily dva mechanizované prapory, dvě výcviková střediska, průzkumný, protitankový, zabezpečovací a spojovací prapory a dále protiletadlový, dělostřelecký a zdravotnický oddíl a rota chemické ochrany. Hlavní výzbrojí brigády byly tanky řady T-54/55 a bojová vozidla BVP-1.
V roce 1997 došlo k předání 72. výcvikové základny do podřízenosti reorganizované 6. mechanizované brigády a převzetí jejího 61. mechanizovaného praporu, který byl následně přeznačen na 72. mechanizovaný prapor. Současně došlo také k převzetí 6. ženijního praporu, který byl přeznačen na 7. ženijní prapor. Během povodní v létě roku 1997 se jednotky brigády podílely na pomoci v zasaženém území a následně na likvidaci následků.
V roce 1999 tvořily brigádu 4 mechanizované prapory (71. až 74.) dále 7. průzkumný prapor, 76. dělostřelecký oddíl, 7. protiletadlový oddíl, 7. protitankový prapor, 7. ženijní prapor, 7. spojovací prapor, 7. zdravotnický oddíl a 7. prapor zabezpečení. V rámci reorganizace došlo k rozpuštění stávajícího 72. mechanizovaného praporu a následně k přečíslování 74. mechanizovaného praporu na 72. mechanizovaný prapor.
Po vytvoření velitelství 1. mechanizované divize v Olomouci dne 1. října 2000 přešla v lednu následujícího roku brigáda do její podřízenosti. Šlo o naplnění závazku vyčlenění jednotek včetně divizního velitelství pro potřeby společných sil NATO. Po další reorganizaci AČR v roce 2003 došlo k rozpuštění divize, která od 8. května 2002 nesla čestný název „Albrechta z Valdštejna".
Po útocích 11. září 2001 se četa 7. protiletadlového oddílu podílela na střežení jaderné elektrárny Dukovany.
V rámci reformy v roce 2003 došlo k přesunu velitelství brigády z Kroměříže do Hranic a převodu zbylých jednotek bojového zabezpečení do samostatných brigád jednotlivých druhů vojsk a změně struktury mechanizovaných praporů, kde došlo k nahrazení stávajících tankových rot mechanizovanou rotou. Jedinou výjimku tvořil 73. smíšený mechanizovaný prapor, který byl vyzbrojen jak tanky T-72, tak vozidly BVP-2. Ten byl následně k 1. lednu roku 2005 reorganizován na tankový prapor.
V roce 2008 došlo k vytvoření nové jednotky a to 74. lehkého motorizovaného praporu v Bučovicích, který nahradil zrušený 155. záchranný prapor, jehož techniku převzala samostatná záchranná rota v Olomouci. Tento prapor byl v roce 2020 reorganizován na mechanizovaný a měl by být jako první v roce 2026 vyzbrojen novými bojovými vozidly pěchoty CV90, do jejich pořízení však byl vybaven reaktivovanou uskladněnou technikou z mobilizačních rezerv.
Během pandemie Covid-19 se příslušníci brigády podíleli na pomoci ve zdravotnických a sociálních službách. Po tornádu, které v červnu 2021 poničilo obec Hrušky se vojáci brigády podíleli v rámci posílení IZS na odklízení následků této živelné katastrofy. Jednotky brigády se zapojily i do pomoci po povodních v září 2024.